# Гликолиза
Гликолизата представлява катаболитна поредица от реакции, при които от една молекула глюкоза се получават две молекули пирува̀т. При анаеробни условия той се преобразува в лактат или алкохол. Смята се, че гликолизата е един от първите метаболитни пътища в клетките, възникнал преди повече от 3,5 милиарда години. Гликолизата е процес, протичащ в цитоплазмата на всички клетки: от най-нисшите бактерии до най-висшия бозайник – човека. При някои тя е единственият метаболитен път за доставяне на енергия на клетката – например за бактериите, а за други тя е метаболитен път, в който се „сливат“ и други метаболити – белтъци и липиди.

## Видове гликолиза
Гликолизата протича и при аеробни и при анаеробни условия. Процесът, протичащ при анаеробни условия (липса на кислород), се нарича анаеробна гликолиза – краен продукт лактат и ферментация при дрожди – алкохолна или млечнокисела ферментация. При аеробни условия, процесът се нарича аеробна гликолиза – краен продукт CO2 и H2O, протичащ на няколко етапа, гликолиза в тесен смисъл на термина, разграждане на глюкоза до пируват, пренос на пирувата в митохондриите, пируват дехидрогеназна реакция (ПДХК) с продукт ацетил-КоА и цикъл на Кребс, водещ до крайното разграждане на ацетил-КоА до CO2, H2O и редуциращи еквиваленти НАДН + Н+ и ФАДН2, субстрат на дихателните вериги с краен продукт АТФ.

## Етапи на гликолизата
Гликолизата е последователност от 10 реакции (стъпки), включващи 10 междинни химични съединения, разделена на две фази: подготвителна и фаза, добиваща енергия и протичащи в цитоплазмата на клетките.
| Фаза                  | Стъпка | Описание | Кофактор |
| --------------------- | ------ | --- | -------- |
| Подготвителна фаза    | 1.     | Фосфорилиране на глюкозата от ензими (нар. хексокиназа, глюкокиназа) до образуване на глюкозо-6-фосфат. Тази реакция използва АТФ. Благодарение на нея концентрацията на глюкозата в кръвообръщението се поддържа ниска, като се осигурява непрекъснат пренос на глюкоза в клетките чрез мембранните транспортери (GLUT, SGLT). Освен това излизането на глюкоза от клетките е невъзможно, защото тя няма транспортери за глюкозо-6-фосфат. | Mg2+     |
| Подготвителна фаза    | 2.     | Изомеризация на глюкозо-6-фосфата във фруктозо-6-фосфат от фосфохексоизомераза (хексофосфоизомераза). Реакцията е обратима, но равновесието е изместено по посока на правата реакция, поради ниската концентрация на глюкозо-6-фосфат (консумира се непрекъснато в следващата реакция на гликолизата). Фруктозата също може да се включи в гликолитичния път чрез фосфорилиране в следващата стъпка. | Mg2+     |
| Подготвителна фаза    | 3.     | Изразходване енергията на още една молекула АТФ, за превръщане на фруктозо-6-фосфат във фруктозо-1,6-бисфосфат. Гликолитичният процес е необратим и спечелената енергия дестабилизира молекулата (двата отрицателни заряда на фосфатните остатъци в молекулата на фруктозата). Тъй като реакцията, катализирана от фосфофруктокиназа-1 (ФФК1), не е енергетично изгодна и е необратима, трябва да се използва друг път, за да се осъществи обратната реакция по време на глюконеогенезата. Това прави реакцията ключова, регулаторна и скоростоопределяща.                                                     | Mg2+     |
| Подготвителна фаза    | 4.     | Дестабилизирането на молекулата в предната реакция дава възможност на хексозния пръстен да се разкъса от алдолаза А на две триозни захари – дихидроацетон фосфат (кетон) и глицералдехид-3-фосфат (алдехид). Има два класа алдолази: клас 1, които се срещат при растения и животни, и клас 2, присъстващи при гъби и бактерии. Двата класа използват различни механизми за разкъсване на кетозния пръстен. |          |
| Подготвителна фаза    | 5.     | Триозофосфат изомеразата бързо превръща дихидроацетонфосфата в глицералдехид-3-фосфат, който продължава в гликолизата. Това е печелившо, тъй като насочва дихидроацетонфосфата по същия път като на глицералдехид-3-фосфат, опростявайки регулацията. |          |
| Добиваща енергия фаза | 6.     | Триозните захари, получени в подготвителната фаза, се дехидрогенират и към тях се добавя неорганичен фосфат, като се получава 1,3-бисфосфоглицерат. Водородът се използва за редукция на две молекули НАД+ (водороден преносител), за да даде НАДН + Н+ за всяка триоза. Ензимът, който участва, е глицералдехид-3-фосфат дехидрогеназа (ГАФДХ). Балансът на водородния атом и балансът на заряда се запазват, защото фосфатната група всъщност съществува под формата на водороднофосфатен анион (НРО42-), който се дисоциира, допринасяйки още един Н+ йон и да даде окончателен заряд -3 и от двете страни. |          |
| Добиваща енергия фаза | 7.     | Eнзимнокатализиран пренос на фосфатна група от 1,3-бисфосфоглицерат върху АДФ от фосфоглицерат киназата, образувайки АТФ и 3-фосфо-глицерат. Дотук 2 молекули АТФ бяха използвани и 2 нови молекули са синтезирани. Тази стъпка е една от двете стъпки на фосфорилиране на субстратно ниво и изисква АДФ. Следователно, когато клетката има излишък от АТФ, тази реакция не се извършва. Тъй като АТФ се разгражда много бързо, ако не се използва, това е важна регулаторна точка в гликолитичния път. АДФ всъщност съществува като АДФMg-, а АТФ като АТФMg2-, балансирайки зарядите -5 от двете страни.     | Mg2+     |
| Добиваща енергия фаза | 8.     | Фосфоглицерат мутазата превръща 3-фосфоглицерата в 2-фосфоглицерат. |          |
| Добиваща енергия фаза | 9.     | Енолазата превръща 2-фосфоглицерата във фосфоенол пируват. | 2Mg2+ 1. |
| Добиваща енергия фаза | 10.    | В резултат на последното фосфорилиране на субстратно ниво се получава молекула пируват (енол-пируват, спонтанно изомеризиращ до пируват) и молекула АТФ чрез ензима пируват киназа (ПК). Това служи като допълнителна регулаторна стъпка, сходна с катализираната от фосфоглицерат киназата стъпка. | Mg2+     |

1. Един „конформационен“ йон за свързване с карбоксилната група на субстрата и един „каталитичен“ йон, участващ в дехидратацията.
| Реакция | Реакция                                                                         | Ензим                                        | ΔG°' / (kJ/mol) | ΔG / (kJ/mol) |
| ------- | ------------------------------------------------------------------------------- | -------------------------------------------- | --------------- | ------------- |
| 1       | Глюкоза + АТФ4− → Глюкозо-6-фосфат2− + АДФ3− + H+                               | Хексокиназа, глюкокиназа                     | -16.7           | -34           |
| 2       | Глюкозо-6-фосфат2− ↔ Фруктозо-6-фосфат2−                                        | фосфохексо изомераза (хексофосфо изомераза)  | 1.67            | -2.9          |
| 3       | Фруктозо-6-фосфат2− + АТФ4− → Фруктозо-1,6-бисфосфат4− + АДФ3− + H+             | Фосфофруктокиназа-1 (ФФК1)                   | -14.2           | -19           |
| 4       | Фруктозо-1,6-бисфосфат4− ↔ Дихидрокси ацетонфосфат2− + Глицералдехид-3-фосфат2− | алдолаза А                                   | 23.9            | -0.23         |
| 5       | Дихидроксиацетонфосфат2− → Глицералдехид-3-фосфат2−                             | Триозофосфат изомеразата                     | 7.56            | 2.4           |
| 6       | Глицералдехид-3-фосфат2− + Фi2− + НАД+ ↔ 1,3-Бисфосфоглицерат4− + НАДH + H+     | глицералдехид-3-фосфат дехидрогеназа (ГАФДХ) | 6.30            | -1.29         |
| 7       | 1,3-Бисфосфоглицерат4− + АДФ3− ↔ 3-Фосфоглицерат3− + АТФ4−                      | Фосфоглицерат киназа                         | -18.9           | 0.09          |
| 8       | 3-Фосфоглицерат3− ↔ 2-Фосфоглицерат3−                                           | Фосфоглицерат мутаза                         | 4.4             | 0.83          |
| 9       | 2-Фосфоглицерат3− ↔ Фосфоенолпируват3− + H2O                                    | Енолаза                                      | 1.8             | 1.1           |
| 10      | Фосфоенолпируват3− + АДФ3− + H+ → Пируват− + АТФ4−                              | пируват киназа (ПК)                          | -31.7           | -23.0         |

Глицералдехид-3-фосфатдехидрогеназната реакция и енолазната реакция са примери за окислително фосфорилиране в субстратната верига, продуциращи директно мол. АТФ в резултата на окисление на субстратите в самите метаболитни вериги. Благодарение на протичане им в гликолизата може да се синтезира АТФ при анаеробни условия, без участието на дихателните вериги (окислително фосфорилиране в дихателните вериги).
Наличието на кислород определя кой от двата пътя – анеробна или аеробна гликолиза следват. При анаеробни условия НАДH.Н не може да бъде последващо окислен през дихателната верига и пируватът се редуцира до катализиран лактат чрез лактат дехидрогеназа (ЛДХ). Това позволява окисляването на НАДH, позволявайки на други молекули глюкоза да се окислят в гликолизата, концентарцията на НАД+ + НАДН.Н+ = const в клетките е относително постоянна. Редуцирането на целия наличен НАД+ в клетките би инхибрало ГА3ФДХ реакция, а от там и анаеробната гликолиза. При аеробни условия пируватът се транспортира в митохондриите и претърпява окислително декарбоксилиране до ацетил-КоA (ПДХК), с последващо окисление до CO2 и вода в цикъла на лимонената киселина. Редуциращите еквиваленти от НАДH, образувани в ГА3ФДХ реакция в гликолиза, се поема в митохондриите за окисление чрез совалките – малат-аспартатна или глицерофосфатна совалка, регенериращи НАД+.

## Совалки на гликолизата
Вътрешната митохондриална мембрана е непропусклива за НАДН.Н+ и НАДфН.Н+. Затова водородът от двете редокс системи се пренася в митохондрии за окисление в дихателните вериги, посредством совалкови механизми. Те се състоят от цитоплазмена и митохондриални изоформи на ензими – специфични дехидрогенази и редокс-двойка нискомолукулни съединения, притежаваща окисленма форма (с кето група =О) и редуцирана форма (с хидроксилна група -ОН).

### Малат-аспартатна совалка
Активна е в миокард, черен дроб и мастна тъкан. И двете изоформи на дехидрогеназния ензим – малат дехидрогеназа (МДХ) цитоплазмена и митохондриална, използват за кофактор НАД.

### Глицеролфосфатна совалка
Тази совалка функционира в скелетна мускулатура, мозък и добре кръвоснабдени тъкани. Цитоплазмената изоформа на ензима глицерол-3-фосфат дехидрогеназа (ГФДХ) използва за кофактор НАД, а митохондрилната – ФАД. Това е причината при използването на тази совалка да се генерира по-малко количество АТФ 36 (30 по Хинкъл).

## Енергетична равносметка
Теоретични и коригирани по Hinkle стойности за брой молекули АТФ, които се получават при анаеробното разграждане на молекула глюкоза до пируват -> лактат. Стойностите по Hinkle са екпериментално установени стойности на количество синтезиран АТФ (молекули) в дихателните вериги (ДВ) от редуциращи еквиваленти – НАДН + Н+ и ФАДН2, получени от всички реакции на метаболизъм на трите основни групи вещества (въглехидрати, белтъци и липиди), протичащи в митохондриите. При анаеробни условия липсва О2. Липсата на краен субтрат О2, за действието на последния ензим цитохрам с оксидаза в ДВ, инхибира активността на дихателните вериги (те не са активни), водещо до инхибиране на ТКЦ и ПДХК. Така краен продукт при разграждането на глюкозата при анеробни условия е лактатът – реакция, катализирана от ензима лактат дехидрогеназа (ЛДХ) в цитоплазмата.
Анаеробно разграждане на глюкоза при физиологично условия се наблюдава в еритроцити (липсват митохондрии) и усилено съкращаваща се мускулатура (недостатъчно снабдяване с кръв (кислород) и изчерпване на запасите от О2 в мускулните клетки (под формата на окси-миоглобин). Увеличените нива на лактат в мускулните клетки водят до мускулна треска, която се преодолява чрез неинтензивна мускулна активност, целяща пълното разграждане на лактата в мускулите, до CO2, H2O и H2, чрез аеробна гликолиза, ЛДХ реакция е обратима, или изнасянето на лактата от мускулните клетки в кръвообръщението (ацетилсалициловата киселина има вазодилатиращо действие, спомагащо елиминирането на лактата от мускулите). При патологични състояния и онкологични заболявания се наблюдава т.нар. ефект на Пастьор, при който клетките поради намаленото си снабдяване с кръв, съответно кислород, преминават към анаеробно разграждане на глюкозата, свързано с повишен разход на глюкоза (повишена експресия на GLUT1 глюкозни транспортери) и хипогликемия. Анаеробната гликолиза и при физиологични и при патологични състояния се характеризира с повишени нива на крайния продукт от разграждането ѝ лактат в кръвната плазма -лактатемия, която може да доведе до ацидоза. Лактатът се метаболизира от черния дроб до пируват, отново чрез ензима лактат дехидрогеназа (ЛДХ1 – 5), катализиращ реакцията в обратна посока, и чрез цикъла на Кори (лактатен цикъл) от пирувата се синтезира глюкоза, използвайки ензимите на глюконеогенезата в черен дроб. Синтезираната глюкоза може отново да премине в кръвообращението (GLUT2 глюкозни транспортери в черен дроб), за утилизация от периферните тъкани, включително мускули.
| Реакция, катализирана от: | Теоретични стойности | Стойности по Hinkle |
| ------------------------- | -------------------- | ------------------- |
| Хексокиназа (глюкокиназа) | - 1                  | - 1                 |
| Фосфофруктокиназа 1       | - 1                  | - 1                 |
| Глицерат киназа           | + 2                  | + 2                 |
| Пируват киназа            | + 2                  | + 2                 |
| Общо:                     | = 2                  | = 2                 |

Теоретични и коригирани по Hinkle стойности за брой молекули АТФ, които се получават при аеробното разграждане на молекула глюкоза до CO2, H2O и редуциращи еквиваленти – НАДН + Н+ и ФАДН2.
| Процес                                                 | Теоретични стойности | Стойности по Hinkle |
| ------------------------------------------------------ | -------------------- | ------------------- |
| Гликолиза                                              | 2                    | 2                   |
| ПДХК – Окислително декарбоксилиране на α-кето киселини | 6                    | 5                   |
| Цикъл на Кребс                                         | 2 х 12 = 24          | 2 х 10 = 20         |
| Чрез совалките                                         | 6 (4)                | + 5 (3)             |
| Общо:                                                  | 38 (36)              | 32 (30)             |

## Особености на протичане на гликолизата в еритроцити
Поради липсата на митохондрии (липса на цикъл на Кребс, дихателна верига, β-окисление) в еритроцити, анаеробната гликолиза е единственият катаболитен метаболитен път, протичащ в тези клетки, осигуряващ енергетичните им нужди.
В гликолизата реакцията:
1,3-бисфоглицерат + АДФ → 3-фосфоглицерат + АТФ
се съпровожда със с интез н аАТФ. В еритроцити тази реакция може да протече чрез едно отклонение на гликолизата под действието на два допълнителни ензима: 2,3-бисфосфоглицерат мутаза и 2,3-бисфосфоглицерат фосфатаза. Като междинно съединение се получава 2,3-бисфосфоглицерат. Повечето клетки съдържат 2,3-бисфосфоглицерат в минимални (каталичияни) количества. В червените кръвни клетки 2,3-бисфосфоглицерат се натрупва във високи концентрации и функционира като физиологично важен алостеричен ефектор, повличващ свързването на О2 с хемоглобин (Hb). Образуването на 2,3-бисфосфоглицерат в еритроцитите улеснява отдаване на О2 от окси-хемоглобина в тъканите, поради това че 2,3-бисфоглицератът се свързва с хемоглобина, намалявайки афинитета на хемоглобина към кислород.
От 15 до 25% от глюкозата, превърната в лактат в еритрозитите, минава през този бисФГ шунт. Шунтирането на гликолизата без да се синтезира АТФ при превръщането на 1,3-бисфоглицерат → 2,3-бисфоглицерат → 3-фосфоглицерат в еритроцити се приема за предимство, осигуряващо протичането на гликолизата, дори и да няма нужда от АТФ.
Наблюдавани са наследствени дефекти в ензимите на гликолизата, засягащи афинитета на Hb към кислород:
1. дефекти, засягащи хексокиназа -концентрацията на всички метаболитни продукти на гликолизата са ниски, включително на 2,3-бисфосфоглицерат. Това води до повишен афинитет на Hb към кислород.
2. недостатъчност на пируват киназата – натрупване на гликолитични метаболити води до увеличение на 2,3-бисФГ и намален афинитет на Hb към кислород (улеснено отдаване в тъканите).[1]

## Особености на протичане на гликолизата в мозъка
Мозъчните клетки са абсолютно зависими от доставянето на глюкоза за осигуряване на енергийните си нужди, поради това че мастните киселини, друг основен енергиен източник, не могат да преминат през кръвно-мозъчната бариера и да се окислят, продуцирайки АТФ в мозъка. Състояния на глад, водещи до хипогликемия, стойности на кръвната глюкоза под 3 mmol/l, могат да доведат до хипогликемична кома. Хипогликемична кома може да настъпи и след предозиране на назначения инсулин при лечение на диабетици, поради хипогликемичното му действие (увеличава транспорта и утилицазията на глюкоза в черен дроб и периферни тъкани). В състояние на глад мозъчните клетки могат да използват кетотела като резервен енергиен източник, продукт от разграждането на мастни киселини в черния дроб (кетогенеза), за осигуряване на енергетичните си нужди.

## Регулация на гликолизата
Трите регулационни ензими са хексокиназа (глюкокиназа), фосфофруктокиназа и пируват киназа (аеробна гликолиза – пируват дехидрогеназен комплекс (ПДХК), регулаторните ензими от цикъла на Кребс и дихателна верига).
Гликолизата се регулира в зависимост от условията извън и вътре в клетката.
Гликолизата и глюконеогензата споделят един и същ път, но в противоположна посока и се регулират реципрочно.
Промените в наличието на субстрати са отговорни за повечето промени в метаболизма, пряко или косвено действащи чрез промени в хормоналната секреция. Три механизма са отговорни за регулирането активността на ензимите, участващи във въглехидратния метаболизъм: (1) промяна в скоростта на синтез на ензимите, (2) ковалентна модификация чрез обратимо фосфорилиране/дефосфорилиране и (3) алостерични ефектори.
1. Индукция и репресия на ключовите ензими изисква няколко часа.

Промените в ензимната активност в черния дроб, които настъпват при различни метаболитни условия, са дадени в таблицата по-долу. Включените ензими катализират физиологично необратими неравновесни реакции. Ефектите като цяло се усилват от това, че активността на ензимите, катализиращи реакциите в обратна посока, варира реципрочно.
| Ензим                                           | Употреба на Въглехидрати | Гладуване и диабет | Индюсер                            | Репресор | Активатор  | Инхибитор                                                 |
| ----------------------------------------------- | ------------------------ | ------------------ | ---------------------------------- | -------- | ---------- | --------------------------------------------------------- |
| Гликогенолиза, гликолиза и окисление на пируват |                          |                    |                                    |          |            |                                                           |
| Гликоген синтаза                                | ↑                        | ↓                  |                                    |          |            | Глюкагон                                                  |
| Хексокиназа                                     |                          |                    |                                    |          |            | Глюкозо-6-фосфат                                          |
| Глюкокиназа                                     | ↑                        | ↓                  | Инсулин                            | Глюкагон |            |                                                           |
| Фосфофруктокиназа-1                             | ↑                        | ↓                  | Инсулин                            | Глюкагон |            | Цитрат, АТФ, глюкагон                                     |
| Пируват киназа                                  | ↑                        | ↓                  | Инсулин, фруктоза                  | Глюкагон |            | АТФ, аланин, глюкагон, норепинефрин                       |
| Пируват дехидрогеназа                           | ↑                        | ↓                  |                                    |          |            | Ацетил-КоА, НАДН.Н+, АТФ (мастни киселини, кетонови тела) |
| Глюконеогенеза                                  |                          |                    |                                    |          |            |                                                           |
| Пируват карбоксилаза                            | ↓                        | ↑                  | Глюкокортикоиди Глюкагон Епинефрин | Инсулин  | Ацетил-КоА | АДФ                                                       |
| Фосфоенолпируват карбоксикиназа                 | ↓                        | ↑                  | Глюкокортикоиди Глюкагон Епинефрин | Инсулин  | Глюкагон   |                                                           |
| Глюкозо-6-фосфатаза                             | ↓                        | ↑                  | Глюкокортикоиди Глюкагон Епинефрин | Инсулин  |            |                                                           |

Ензимите, участващи в утилизацията на глюкозата (т.е. тези на гликолиза и липогенеза), са по-активни при излишък от глюкоза и при тези условия ензимите на глюконеогенезата са с ниска активност. Инсулинът, секретиран от β-клетките на панкреаса, в отговор на повишени нива на глюкоза в кръвта, засилва синтеза на ключовите ензими в гликолизата (глюкокиназа, ФФК1, ФФК2, пируват киназа, глицерол-3-фосфат дехидрогеназа; ацетил-КоА карбоксилаза, МК синтаза; β-ХМГКоА редуктаза) и чрез дефосфорилиране активира фосфатази фосфофруктокиназа 2 (ФФК2) (киназна активност), пируват киназа в мускули и ПДХК. Той също така антагонизира ефекта на глюкагон и глюкокортикоидите, стимулиращи синтезът на цАМФ, които индуцират синтеза на ключовите за глюконеогенезата ензими, чрез стимулиране на ензими разграждащи цАМФ до 5َ-АМФ, наречени фосфодиестерази (ФДЕ). Инсулинът проявява антагонистично действие по отношение на глюкогеназата и като инхибира експресията на ключови ензими (ФЕПКК, фруктозо-1,6-бисфосфатаза, глюкозо-6-фосфатаза) и дефосфорилира фосфофруктокиназа 2 (ФФК2), като инхибира фосфатазната ѝ активност.
2. Ковалентна модификация чрез обратимо фосфорилиране/дефосфорилиране осъществява бърза регулация на ензимната активност
Глюкагонът и епинефринът са хормони, които реагират на намалените нива на глюкоза в кръвобръщението, инхибират гликолизата и стимулират глюконеогенезата в черния дроб чрез повишаване на концентрацията на цАМФ. Това от своя страна активира цАМФ-зависимата протеин киназа (Протеин киназа А (ПКА)), водеща до фосфорилиране и инактивиране на пируват киназата.
Те също повлияват концентрацията на фруктоза 2,6-бисфосфата, чрез повлияване активността на фосфофруктокиназа 2 (ФФК2) регулирайки по този начин активността на двата реципрочнни ензима фосфофруктокиназа 1 (ФФК1) и фруктозо-1,6-бисфосфатаза и следователно гликолизата и глюконеогенезата.
Ензимите хексокиназа и глюкокиназа са отговорните за първата неспецифична реакция на гликолизата, която е обща за всички метаболитни пътища, свързани с утилизацията на глюкоза в клетките. Фосфорилирането на глюкозата до глюкозо-6-фосфат от ензимите, придава отрицателен заряд на фосфатния остатък в молекулата на глюкозата, пречейки на фосфорилираната глюкоза да напусне клетките и активирайки пътища свързани с обмяната на глюкозата, като гликогеногенеза (гликоген синтаза) и пентозофосфатен път (6-фосфоглюконат дехидрогеназа). Разликите между двата ензима са дадени в таблицата по-долу. Хексокиназат се експресира във всички тъкани и осигурява утилизацията (използването) на глюкоза в периферните тъкани, а функцията на глюкокиназата, изоформа на хексокиназата, се свързва с поддържане на постоянни кръвно-захарни нива след нахранване, чрез задържане на глюкозата в чернодробните клетки за синтез на депо-формата на глюкоза – гликоген. Ензимът се експресира и в β-клетките на панкреаса, чиято функция е тясно свързана със секрецията на хормона инсулин.
|    |                                                                 | Хексокиназа                                                                               | Глюкокиназа |
| -- | --------------------------------------------------------------- | ----------------------------------------------------------------------------------------- | --- |
| 1  | Название                                                        | хексокиназа (преди смятана за един ензим; сега се знае че има 4 изоензима)                | глюкокиназа (хексокиназа IV) |
| 2  | Застъпеност                                                     | широко застъпена, вкл. и в черен дроб                                                     | преобладаващ ензим в черния дроб, експресира се и в островните клетки на панктреаса |
| 3  | Специфичност                                                    | по-ниска специфичност, активира не само глюкоза, но и други хексози                       | смятана преди за строго специфична към глюкоза, но в действителност по специфичност прилича на другите хексокинази |
| 4  | Регулация                                                       | инхибира се от продукта на реакцията глюкозо-6-фосфат                                     | не се инхибира от глюкозо-6-фосфат |
| 5  | Афинитет към глюкозата                                          | висок (Km = 0,1 mM)                                                                       | нисък (Km = 10 mM) |
| 6  | При нормални концентрации на глюкозата в кръвта (5mM) ензимът е | напълно наситен и работи с максимална ефективност                                         | само частично наситен |
| 7  | Зависимост на скоростта от концентрацията на глюкоза            | правоъгълна хипербола                                                                     | сигмоида, което е рядък случай за мономерен ензим с едно свързващо място за глюкоза |
| 8  | Зависимост на активността от концентрацията на глюкоза в кръвта | не                                                                                        | да, активен при хипрегликемия |
| 9  | Синтезът на ензима се индуцира от инсулин                       | не (ензимът е конститутивен)                                                              | да (ензимът е индуцируем) |
| 10 | Биологична роля                                                 | да осигури поемането на глюкоза от тъканите дори при ниска глюкозна концентрация в кръвта | да осигури навлизане на глюкоза от кръвта в черния дроб и така да снижи нейната висока.концентрация в кръвта след нахранване. Дава възможност да се синтезира гликоген в черния дроб при излишък от глюкоза, глюкозо-6-фосфат съответно |

Глюкозо-6-фосфатазата е ензим, експресиращ се само в черен дроб и бъбреци, чиято функция е също тясно свързана с поддържане на постоянни кръвно-захарни нива, но в обратна посока, чрез дефосфорилиране на глюкозо-6-фосфата (продукт на гликогенолиза и глюконеогенеза) до свободна нефосфорилирана глюкоза, даващо ѝ възможност да премине от клетките в кръвообръщението. Общ ензим на глюконеогенезата и гликогенолизата.
3. Алостерична регулация – бърза регулация
В глюконеогенезата пируват карбоксилаза, която катализира синтеза на оксалоацетат от пируват, изисква ацетил-КоА като алостеричен активатор. Добавянето на ацетил-КоА промяна третичната структура на протеина, понижаване Кm (Константа на Михаелис) за бикарбонати. Това означава, че ацетил-КоА който е образуван от пируват, автоматично осигурява синтез на оксалоацетат и по-нататъшното му окисление в цикъла на лимонената киселина, чрез активиране на пируват карбоксилаза. Активирането на пируват карбоксилаза и реципрочното инхибиране на пируват дехидрогеназния комплекс от ацетил-КоА, получена от окисляването на мастните киселини, обяснява действието на мастните киселини като щадящи окисляването на пируват (и следователно глюкоза) и стимулиране на глюконеогенеза при високи нива на мастни киселини и глюкафон в плазмата. Реципрочната връзка между тези два ензима променя метаболитната съдба на пирувата, тъй като тъканта преминава от въглехидратно окисление (гликолиза) към β-окисление и глюконеогенеза по време на прехода от хранения до състояние на глад.
Основна роля на мастно киселинното окисляние при насърчаване на глюконеогенезата е снабдяване с АТФ и ГТФ (цикъл на Кребс, сукцинат тиокиназата в черен дроб и бъбреци използва за кофактор ФАД).
Фосфофруктокиназата (фосфофруктокиназа-1) заема ключова позиция в регулирането на гликолизата и също е обект на контрол тип обратната връзка. Инхибира се от цитрат и нормално вътреклетъчни концентрации на АТФ и се активира от 5'AMP.
При нормалния вътреклетъчен [АТФ] ензимът е около 90% инхибиран; това инхибиране се обръща от 5'AMP.
5'AMP действа като индикатор за енергийното състояние на клетката. Наличието на аденилат (аденилил) киназа в черния дроб и много други тъкани дава възможност за бързо уравновесяване на реакцията
2АДФ ↔ АТФ + 5′АМФ
По този начин, когато АТФ се използва в процеси, изискващи енергия, водещо до образуване на АДФ, [АМФ] се увеличава. Сравнително малък спад на [АТФ] причинява няколкократно увеличение на [АМФ], така [АМФ] действа като метаболитен усилвател на малките промени в концетрациите на [АТФ], а оттам и чувствителен сигнал за енергийното състояние на клетка. Следователно активността на фосфофруктокиназа-1 се регулира в отговор на енергийното състояние на клетката за регулиране на количеството въглехидрати, подложени на гликолиза преди влизането им в цикъла на лимонената киселина. В същото време АМФ активира гликоген фосфорилаза, увеличавайки гликогенолизата. Последица от инхибирането на фосфофруктокиназа-1 от АТФ е натрупване на глюкозо-6-фосфат, което от своя страна инхибира по-нататъшното усвояване на глюкоза в извънхепаталните тъкани чрез инхибиране на хексокиназа или стимулира пентозофосфатния път (ПФП) и гликогеногенезата в черен дроб.
Фруктозо-2,6-бисфосфатът играе уникална роля в регулацията на гликолизата и глюконеогенезата:
Най-мощният положителен алостеричен активатор на фосфофруктокиназа-1 и инхибитор на фруктоза 1,6-бисфосфатаза в черния дроб е фруктоза 2,6-бисфосфат. Той освобождава инхибирането на фосфофруктокиназа-1 от АТФ и повишава афинитета към фруктоза-6-фосфат. Инхибира фруктозата 1,6-бисфосфатаза чрез увеличаване на Km за фруктозо 1,6-бисфосфат. Концентрацията му е под субстрат (алостеричен) и хормонален контрол (ковалентна модификация).
Фруктозата 2,6-бисфосфат се образува чрез фосфорилиране на фруктоза-6-фосфат от фосфофруктокиназа-2.
Същият ензимен протеин е отговорен и за разграждането му, поради това че притежава едновременно фруктоза 2,6-бисфосфатазна активност. Този бифункционален ензим е под алостеричния контрол на фруктоза-6-фосфат, който стимулира киназната и инхибира фосфатазната активност на ензима. Следователно при високи глюкозни концентрации, концентрацията на фруктоза 2,6-бисфосфат се увеличава, стимулира гликолизата чрез активиране фосфофруктокиназа-1 и инхибира фруктоза 1,6-бисфосфатаза. В състояние на глад глюкагонът стимулира синтеза на цАМФ, активиращ цАМФ-зависим протеин киназа – ПКА, която от своя страна инактивира фосфофруктокиназата-2 и активира фруктоза 2,6-бисфосфатаза чрез фосфорилиране. Следователно глюконеогенезата се стимулира в резултат на намаляване концентрацията на фруктоза 2,6-бисфосфата, като се инактивира фосфофруктокиназа-1 и се активира (чрез отпадане на инхибрането) фруктоза 1,6-бисфосфатаза. Ксилулоза 5-фосфат, междинен продукт в пентозофосфатния път, активира протеин фосфатазата, като дефосфорилира бифункционалния ензим, увеличавайки образуването на фруктоза 2,6-бисфосфат и съответно скоростта на гликолиза. Това води до повишен флукс през гликолиза и пентозния фосфатен път, и повишения синтез на мастни киселини.